# 黒岩一郎
黒岩 一郎（くろいわ いちろう、1913年8月14日 - 1995年6月7日）は、日本の国文学者、保守思想家。
兵庫県姫路市生まれ。東京帝国大学国文科卒。修齊女学院講師。大陸に出征。帰国後姫路高等学校（旧制）教授、戦後合併により神戸大学助教授、教授。1962年、「香川景樹の研究」で東大文学博士。1977年、定年退官。棠舟の号をもつ、反共思想家。1995年6月7日、肺癌のため死去。

## 著書
- 濁水抄 東亜書院 1938
- 野戦風呂 成武堂 1942
- 勤皇志士詩歌集 至文堂 1943 (青少年日本文学)
- 藤原定家と家隆 長谷川書房 1952
- 近世短歌 有信堂 1954 (有信堂文庫)
- 香川景樹の研究 文教書院 1957
- 或る自由主義者の杞憂 国文学徒として世に訴う 文教書院 1958
- 日本の心 続 日本文化連合会 1962 (日本文化学術叢書)
- 定本日本の心 錦正社 1963
- 親鸞と現代 錦正社 1964
- 新講二宮尊徳夜話 明徳出版社 1966
- 中華民国と台湾 日本民主同志会本部 1971
- 史実で見る日本の正気 尋古一葉集 黒岩棠舟 錦正社 1989.12
- 文武不岐 黒岩棠舟 錦正社 1994.1